# Acontias jappi
Espèce
Synonymes
- Typhlosaurus lineatus jappi Broadley, 1968
- Typhlosaurus jappi Broadley, 1968

Acontias jappi est une espèce de sauriens de la famille des Scincidae.

## Répartition
Cette espèce se rencontre dans l'ouest de la Zambie et l'Est de l'Angola.

## Description
C'est un saurien vivipare.

## Publication originale
- Broadley, 1968 : A review of the African genus Typhlosaurus Wiegmann (Sauria: Scincidae). Arnoldia, vol. 3, no 36, p. 1-20.